# Nausis (Bebra)
Nausis ist eine wüst gefallene Siedlung in der Gemarkung Ronshausen im Landkreis Hersfeld-Rotenburg in Hessen.
Der Ort wurde im Jahre 1003 erstmals erwähnt.  Er lag etwa 3,5 km südlich von Ronshausen und 2,5 km südlich des Weilers Faßdorf auf einer Höhe von 290 m über NN am Oberlauf des Breitenbachs im "Nausesgrund" am Talhang, westlich des Schwalbenkopfs (454,7 m) im Seulingswald.  Möglicherweise bestand der Ort aus mehreren aneinandergereihten Siedlungsstellen im Breitenbachtal; eine weitere wüste Siedlungsstelle befindet sich 400 m weiter südöstlich im Bachtal.
Möglicherweise wurde Nausis aufgegeben, als die 1327 erstmals erwähnte, heute ebenfalls wüste Siedlung Unternausis gegründet wurde.  Ihre Lage ist noch nicht geklärt.
Koordinaten: 50° 54′ 52″ N, 9° 51′ 0″ O